# Сомові
Сомові (Siluridae) — родина риб ряду Сомоподібних (Siluriformes). Містить близько 100 видів.
Ареал охоплює більшу частину Європи й Азії, бувши найрізноманітнішими в Південно-Східній Азії, трохи менш — у помірній частині Східної Азії та Індії, ще менше — у Південно-Західній Азії і Європі. Взагалі відсутні у великій частині Центральної Азії. Родина може бути поділена на дві групи:
1. Група, поширена в помірних водах Євразії.
2. Тропічно-субтропічна азійська група.

## Зовнішнє посилання
- Froese R., Pauly D. (eds.) (2019). Родина Siluridae на FishBase. Версія за грудень 2019 року.